# Вале Сант'Андреа (Салерно)
Вале Сант'Андреа је насеље у Италији у округу Салерно, региону Кампанија.
Према процени из 2011. у насељу је живело 46 становника. Насеље се налази на надморској висини од 218 м.